# Stari Most
Ne doit pas être confondu avec Pont courbé.
Le Stari Most (« le vieux pont » en bosnien) de Mostar est un pont du XVIe siècle qui relie les deux parties de cette ville de Bosnie-Herzégovine (Fédération de Bosnie-et-Herzégovine). Il permet de passer d’une rive à l’autre du fleuve Neretva.

## Description et histoire
Le Vieux Pont de Mostar fut construit en 1565 par l’architecte Mimar Hayreddin, élève de l’architecte ottoman Sinan. Il est constitué d'une seule arche en dos-d'âne de 27 m de portée, 4 m de largeur et 29 m de longueur. Il domine la Neretva d’une hauteur de 29 mètres, parfois plus à cause de la retenue d'eau d'une centrale hydro-électrique située en amont. Deux tours fortifiées le protégeaient : la tour Helebija sur la rive droite et la tour Tara sur la rive gauche, toutes deux datant du XVIIe siècle.

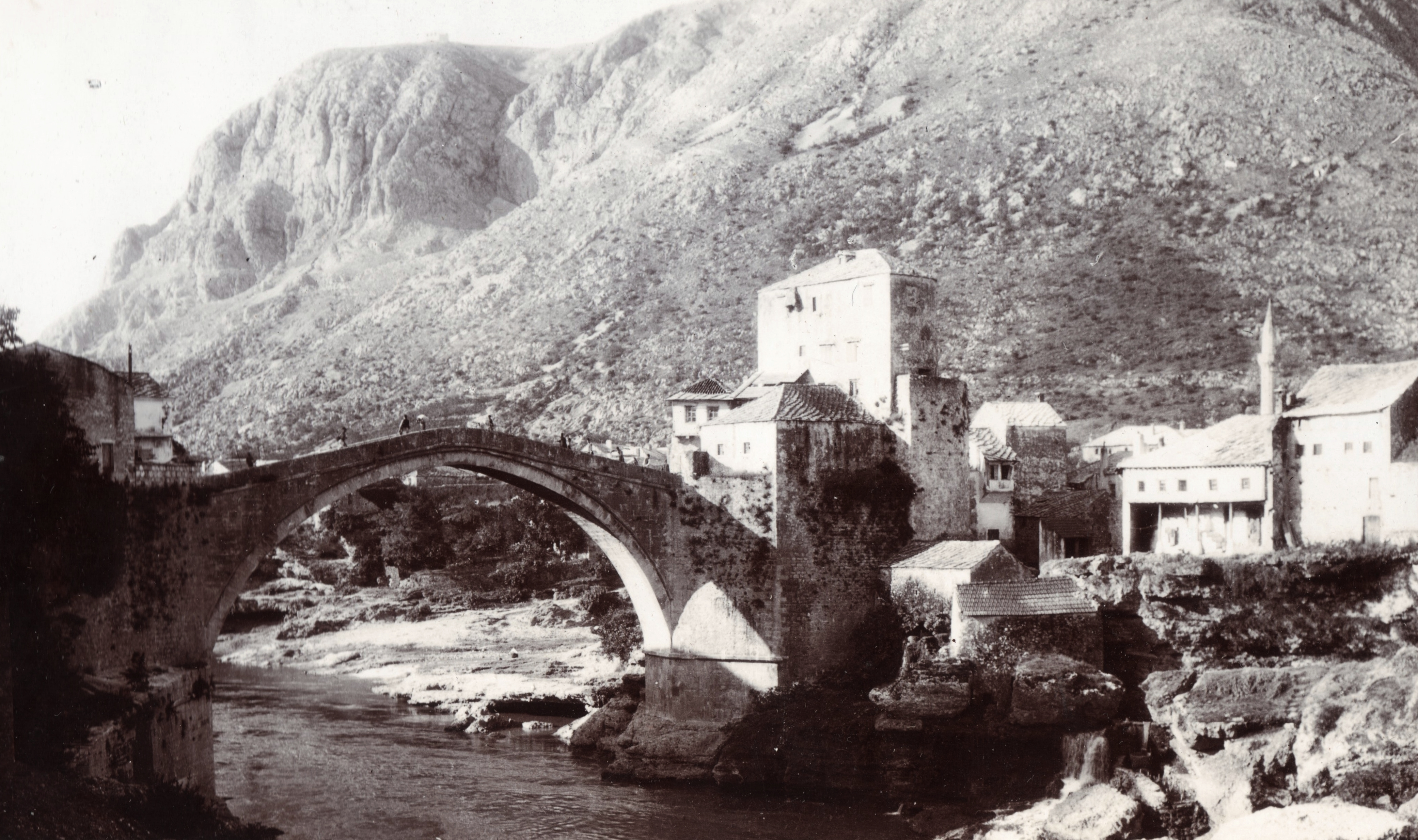
Le Stari Most photographié au début du XXe siècle.

La conception en dos-d’âne de ce pont lui confère une grande solidité, si bien qu'il a résisté pendant des siècles à tous les conflits, sauf le dernier. Pendant la guerre de Bosnie-Herzégovine, en 1993, les Croates et Bosniaques s’affrontèrent pendant un peu moins d’un an à Mostar. Le pont fut détruit par les forces croates du HVO le 9 novembre 1993 pour interrompre les passages bosniaques.
Il a été reconstruit sous l’égide de l'UNESCO et de la TIKA. Les 1 088 pierres ont été taillées selon les techniques originelles. La reconstruction a coûté 12,5 millions de dollars et a été financée par la Banque mondiale (à travers l'IDA) pour 4 millions, les autorités locales pour 2 millions, l'Italie pour 3 millions, les Pays-Bas pour 2 millions, la Croatie pour 0,5 million et la Banque de développement du Conseil de l'Europe pour 1 million. Les travaux ont été lancés le 7 juin 2001.
De 2002 à 2004, sa reconstruction est supervisée par Léon Pressouyre, alors conseiller permanent du Conseil international des Monuments et des Sites de l'UNESCO. L'inauguration, le 22 juillet 2004, a été placée sous le signe de la réconciliation des deux communautés bosniaque et croate, même si rancœurs et suspicions restent perceptibles.
Le Stari Most et son environnement au cœur de la vieille ville de Mostar ont été classés au patrimoine mondial de l’UNESCO en 2005.

## Plongeon
Le pont est un endroit réputé pour les sauts de plongeon depuis 1968. Red Bull Cliff Diving y organise des compétitions.

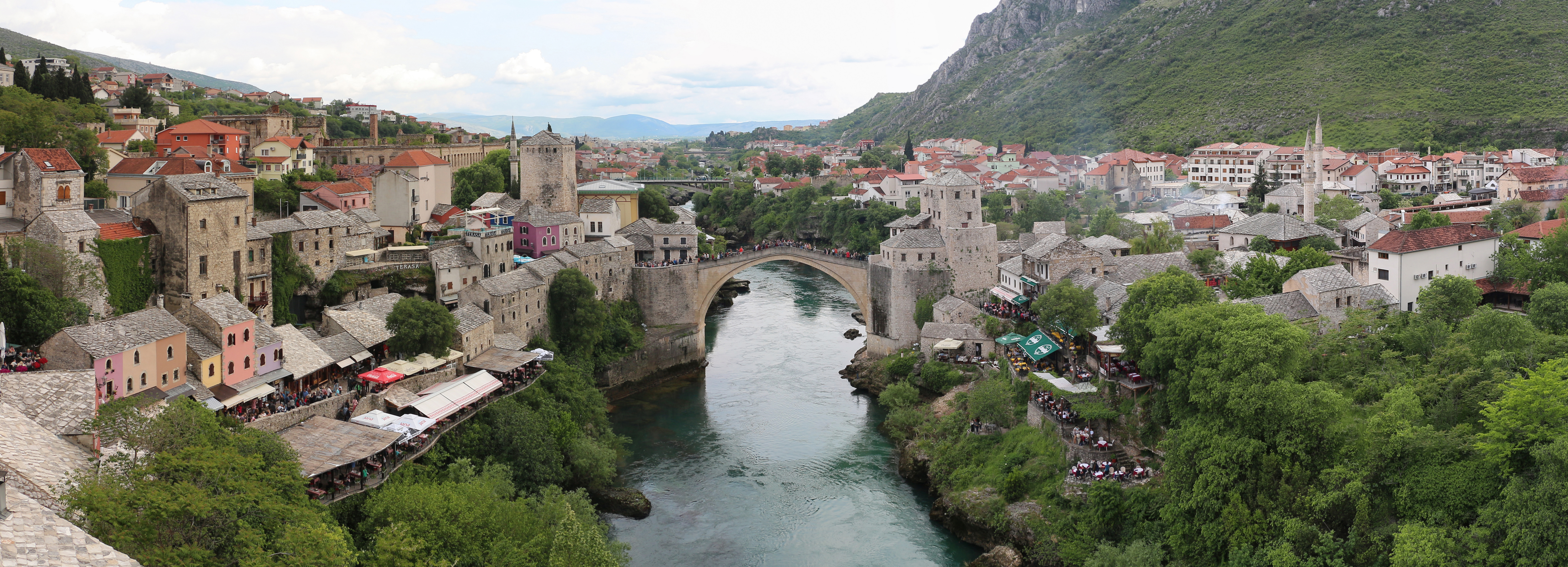
Le Stari Most et son environnement